# 小野 (鹿児島市)
小野（おの）は、鹿児島県鹿児島市の町丁。旧薩摩国鹿児島郡鹿児島近在小野村、鹿児島郡伊敷村大字小野。小野一丁目から小野四丁目まで及び小野町があり、小野一丁目から小野四丁目まで（小野三丁目の一部を除く）において住居表示を実施している。郵便番号については#郵便番号節を参照。人口は5,583人、世帯数は2,540世帯（2020年4月1日時点）。

## 地理
鹿児島市の北部、田上川上流域及び甲突川中流域に位置している。町域の北方に伊敷町、伊敷、犬迫町、南方に武岡、明和、永吉、東方に下伊敷、伊敷、西方に西別府町が接している。
町域の中央部を鹿児島県道206号徳重横井鹿児島線が東西に通っており、西部には九州自動車道が南北に通っている。南部に鹿児島県立武岡台高等学校と鹿児島県立武岡台特別支援学校が隣接して所在している。
「角川日本地名大辞典」によれば、小野町は中ノ迫・中福良・北枝・小野・田中宇都・鶴村・高山・胡麻田・番屋下の地区に分かれている。

### 河川
- 甲突川
  - 幸加木川
- 新川

### 行政区域
「鹿児島市役所支所設置条例」（昭和42年鹿児島市条例第8号）によれば、小野町（西之谷を除く）及び小野一丁目から小野四丁目までは鹿児島市役所伊敷支所の所管区域となっており、鹿児島市が定めた「第五次総合計画 地域別計画」においては小野一丁目から小野四丁目まで及び西之谷を除く小野町は伊敷地域のうちとなっている。
一方、小野町のうち西之谷は鹿児島市役所本庁の管轄となっており、鹿児島市が定めた「第五次総合計画 地域別計画」においては中央地域武・田上地区のうちとされている。

### 郵便番号
小野・小野町の郵便番号は下記のとおりである。
- 890-0021（小野一丁目から小野四丁目まで）[10]
- 890-0022（小野町4784番地から5118番地までを除く小野町）[11]
- 891-1222（小野町4784番地から5118番地まで）[12]

## 歴史

### 小野の成立
小野は室町時代より見える地名で、薩摩国鹿児島郡のうちであった。薩藩旧記雑録に収録されている上原氏文書の永享4年（1432年）の守秀坪付に「鹿児島小野之内 六反廿いわ下の門」とあるのが地名の初見であると考えられている。

### 近世の小野
江戸時代には薩摩国鹿児島郡鹿児島近在のうちであった。村高は「天保郷帳」では1,132石余、「郡村高辻帳」では1,132石余、「三州御治世要覧」では1,287石余、「旧高旧領取調帳」では1,403石余であった。戦国時代までは郷士園田氏によって統治されていたが、近世になると薩摩藩の直轄地となった。薩摩藩主の参勤交代時には小野の農民が荷役に出る習わしがあった。
村内から切り出された「小野石」は、甲突川五石橋や仙巌園、尚古集成館などの建材として利用され、鹿児島近在のうちでは最上のものであったとされる。小野村には薩摩街道、郡山街道、永吉村往還が通っていた。

### 町村制施行以後
1889年（明治22年）4月1日に町村制が施行されたのに伴い、鹿児島近在のうち上伊敷村、下伊敷村、小野村、犬迫村、小山田村、皆房村、比志島村の区域より鹿児島郡伊敷村が成立した。それに伴い、それまでの小野村は伊敷村の大字「小野」となった。
1950年（昭和25年）10月1日には、伊敷村が鹿児島郡東桜島村とともに鹿児島市に編入された。これに伴い、同年10月18日に鹿児島県公報に掲載された鹿児島県の告示である「 鹿兒島市の一部大字の變更」により、伊敷村が鹿児島市に編入された10月1日に大字小野の区域を以て新たに鹿児島市の町「小野町」が設置された。
1979年（昭和54年）7月16日には小野町・田上町・常盤町・原良町・永吉町に造成された住宅団地である原良団地地区（原良団地、永吉団地、武岡ハイランド）において住居表示が実施されることとなり、田上町及び小野町の各一部より武岡四丁目、小野町の一部より武岡五丁目、小野町・原良町の各一部より明和二丁目、小野町の一部より明和三丁目、小野町及び永吉町の各一部より明和五丁目が設置された。1984年（昭和59年）1月30日には小野町の一部が武岡五丁目に編入された。
1980年（昭和55年）には鹿児島県立武岡台養護学校（2023年に特別支援学校へ校名変更）が仮設校舎を置いていた真砂本町の鹿児島市立鴨池小学校から小野町の現在地に校舎を新設移転し、1987年（昭和62年）には鹿児島県立武岡台高等学校が小野町に新設された。
1988年（昭和63年）2月15日に小野町の一部において住居表示が実施されることとなり、それに伴い町域の再編が実施され「小野一丁目」及び「小野二丁目」が新たに設置された。1991年（平成3年）11月5日には小野町の一部より「小野三丁目」及び「小野四丁目」が設置された。
1993年（平成5年）3月1日に小野町の一部より武岡六丁目が設置され、小野町の一部が小野三丁目に編入された。2005年（平成17年）2月7日には小野町加志喜地区において住居表示が実施され、小野町の一部が田上八丁目に編入された。また同年2月13日には、武岡台土地区画整理事業として整備された鹿児島市立武岡中学校の周辺の区域が小野町から武岡五丁目に編入された。

### 町域の変遷
| 変更後             | 変更年             | 変更前         |
| ------------------ | ------------------ | -------------- |
| 武岡四丁目（新設） | 1979年（昭和54年） | 小野町（一部） |
| 武岡四丁目（新設） | 1979年（昭和54年） | 田上町（一部） |
| 武岡五丁目（新設） | 1979年（昭和54年） | 小野町（一部） |
| 明和二丁目（新設） | 1979年（昭和54年） | 小野町（一部） |
| 明和二丁目（新設） | 1979年（昭和54年） | 原良町（一部） |
| 明和三丁目（新設） | 1979年（昭和54年） | 小野町（一部） |
| 明和五丁目（新設） | 1979年（昭和54年） | 小野町（一部） |
| 明和五丁目（新設） | 1979年（昭和54年） | 永吉町（一部） |
| 武岡五丁目（編入） | 1984年（昭和59年） | 小野町（一部） |
| 小野一丁目（新設） | 1988年（昭和63年） | 小野町（一部） |
| 小野二丁目（新設） | 1988年（昭和63年） | 小野町（一部） |
| 小野三丁目（新設） | 1991年（平成3年）  | 小野町（一部） |
| 小野四丁目（新設） | 1991年（平成3年）  | 小野町（一部） |
| 武岡六丁目（新設） | 1993年（平成5年）  | 小野町（一部） |
| 小野三丁目（編入） | 1993年（平成5年）  | 小野町（一部） |
| 田上八丁目（編入） | 2005年（平成17年） | 小野町（一部） |
| 武岡五丁目（編入） | 2005年（平成17年） | 小野町（一部） |

## 文化財

### 市指定
- 南泉院歴代住職の墓（記念物（史跡））[31]

## 施設

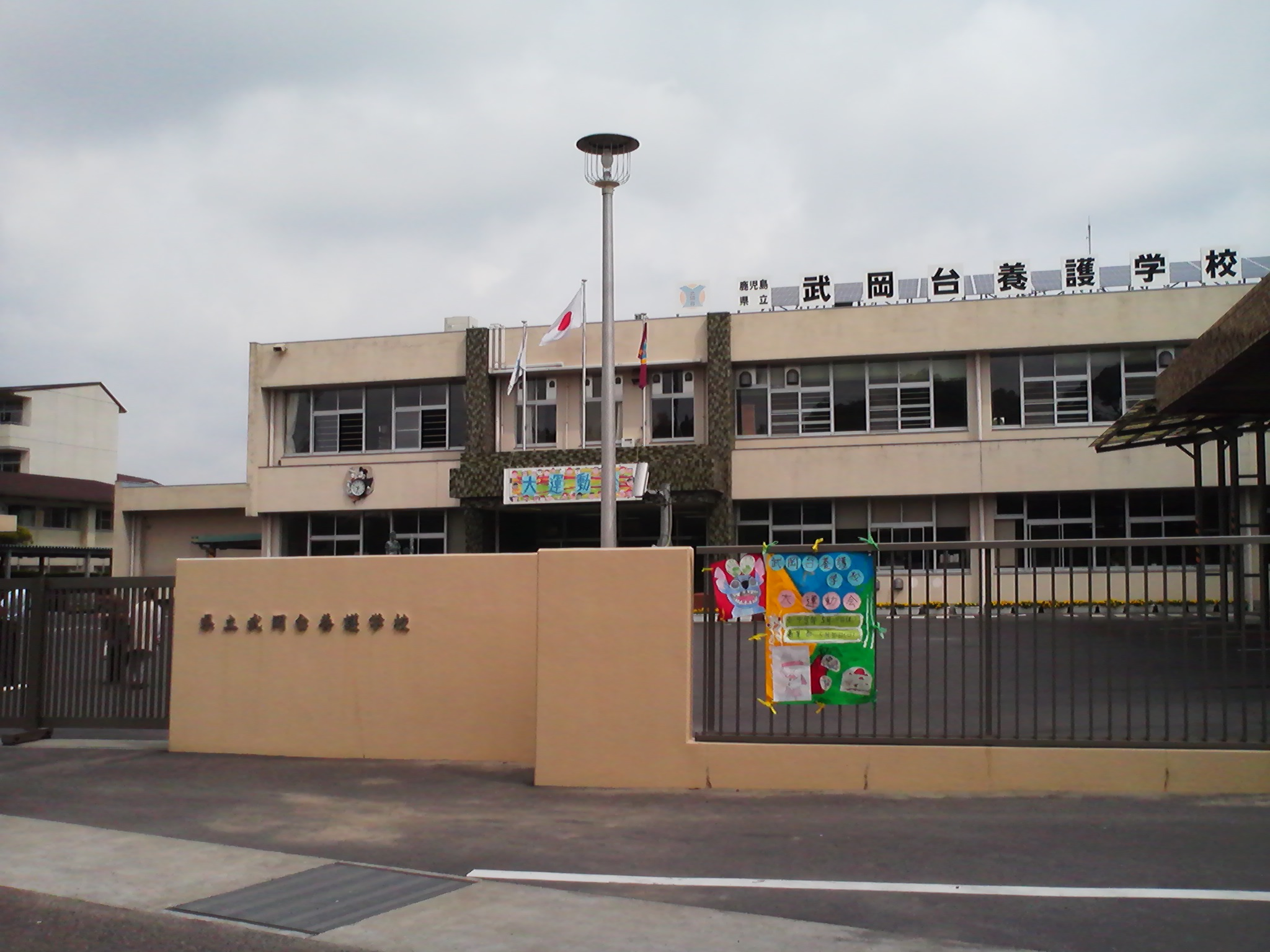
鹿児島県立武岡台特別支援学校

### 公共
- ハートピアかごしま
  - 身体障害者更生相談所[32]
  - 難病相談・支援センター[33]
  - 障害者自立交流センター[34]
  - 視聴覚障害者情報センター[35]
  - 鹿児島県精神保健福祉センター[36]
- 小野市民館[37]
- 小野公園

### 教育
- 鹿児島県立武岡台高等学校[38]
- 鹿児島県立武岡台特別支援学校[39]
- あけぼの幼稚園[40]

### 寺社
- 日枝神社
- 幸加木神社
- 西之谷八幡宮

### 郵便局
- 小野簡易郵便局[41]

### その他
- 南国交通鹿児島営業所

## 人口

### 町丁別
|            | 世帯数 | 人口  |
| ---------- | ------ | ----- |
| 小野一丁目 | 452    | 974   |
| 小野二丁目 | 776    | 1,786 |
| 小野三丁目 | 628    | 1,335 |
| 小野四丁目 | 590    | 1,338 |
| 小野町     | 94     | 150   |
| 計         | 2,540  | 5,583 |

### 国勢調査
以下の表は国勢調査による小地域集計が開始された1995年以降の人口の推移である。
| 年                 | 人口  |
| ------------------ | ----- |
| 1995年（平成7年）  | 5,412 |
| 2000年（平成12年） | 5,476 |
| 2005年（平成17年） | 5,534 |
| 2010年（平成22年） | 5,366 |
| 2015年（平成27年） | 5,203 |

## 小・中学校の学区
市立小・中学校に通う場合、学区（校区）は以下の通りとなる。
| 町丁       | 番・番地             | 小学校                 | 中学校               |
| ---------- | -------------------- | ---------------------- | -------------------- |
| 小野一丁目 | 全域                 | 鹿児島市立玉江小学校   | 鹿児島市立伊敷中学校 |
| 小野二丁目 | 全域                 | 鹿児島市立玉江小学校   | 鹿児島市立伊敷中学校 |
| 小野三丁目 | 全域                 | 鹿児島市立玉江小学校   | 鹿児島市立伊敷中学校 |
| 小野四丁目 | 全域                 | 鹿児島市立玉江小学校   | 鹿児島市立伊敷中学校 |
| 小野町     | 番屋下               | 鹿児島市立犬迫小学校   | 鹿児島市立河頭中学校 |
| 小野町     | 西之谷               | 鹿児島市立田上小学校   | 鹿児島市立西陵中学校 |
| 小野町     | 武岡ニュータウンなど | 鹿児島市立武岡台小学校 | 鹿児島市立武岡中学校 |
| 小野町     | その他               | 鹿児島市立玉江小学校   | 鹿児島市立伊敷中学校 |

## 交通

### 道路
高速自動車国道
- 九州自動車道（九州縦貫自動車道鹿児島線）
町域の東部を南北に通るがインターチェンジは設置されていない。

県道
- 鹿児島県道206号徳重横井鹿児島線

### 註
1. ↑  小野町（西之谷を除く）及び小野一丁目から小野四丁目までの区域は伊敷地域となっている。
2. 1 2  小野町のうち西之谷の区域は中央地域武・田上地区となっている。